# Maipú (departamento do Chaco)
Maipú é um departamento da Argentina, província do Chaco. Possui uma área de 2.855 km² e uma população de 24.747 hab.: (INDEC 2001).